# Ragnarök
Ragnarök ("somrak bogov") je v nordijski mitologiji zaporedje dogodkov, napovedano v pesnitvi Völuspá, ki pripeljejo do velike bitke. V njej se spopadejo bogovi in ostala mitološka bitja, konča pa s smrtjo večine glavnih božanstev (Odin, Thor, Týr, Freyr, Heimdallr in Loki). Bitki sledijo številne naravne katastrofe, ki svet uničijo in potopijo. 
Po ragnaröku se svet znova rodi, zavladajo mu preživeli bogovi, človeški rod pa se nadaljuje. Ragnarök je v nordijski mitologiji izjemnega pomena in je kot tak že dolgo predmet akademskih razprav. O njem govorita predvsem Poetična Edda, sestavljena iz starejših virov v 13. stoletju, in Prozna Edda, ki jo je v 13. stoletju napisal Snorri Sturluson. 

## Etimologija
Staronordijska beseda "ragnarök" je sestavljena iz dveh besed, "ragna" ("bogovi") in "rök" ("razvoj", "vzrok", "usoda", "konec"). Pomen besede "ragnarök" se zato večinoma razlaga kot "končna usoda bogov". 

## Ragnarök v literaturi

### Poetična Edda
V Poetični Eddi je ragnarök omenjen v preroški pesnitvi Völuspá, kjer vidka Odinu razlaga, kaj se bo zgodilo v prihodnosti. Po napovedi propada bogov nadaljuje s pripovedjo o novem začetku. V 64. kitici nekateri strokovnjaki vidijo prihod krščanskega boga, a ker Codex Regius te kitice ne vsebuje, je v večini izdaj Edde izpuščena.

### Prozna Edda
Völuspá Snorriju Sturlusonu predstavlja glavni vir pri pisanju o ragnaröku, hkrati pa sam vključi podatke, ki pesnitvi nasprotujejo. 

## Ragnarök v sodobni kulturi
Koncept ragnaröka je kot navdih služil veliko metal skupinam. Tako npr. o padcu nordijskih pogov govorita albuma Ragnarok (2006) ferske zasedbe Týr in Twilight of the Thunder God (2008) Švedov Amon Amarth.
Dogodki, ki napovedujejo veliko bitko bogov, so nemalokrat omenjeni tudi v stripu Thor.